# Platacantòmids
Els platacantòmids són una família de rosegadors del sud i sud-est d'Àsia. Aquest grup només conté dues espècies vivents, repartides en dos gèneres. Anteriorment se'ls classificava amb els lirons, però se'n diferencien per l'absència de premolars i actualment se'ls classifica com a família pròpia dins de la subfamília dels muroïdeus. A data de 2015 eren l'únic grup de muroïdeus vivents que encara no havien estat objecte d'una anàlisi molecular.